# Colostygia obscura
Colostygia obscura là một loài bướm đêm trong họ Geometridae.